# Attentat de Jos du 5 juillet 2015
L'attentat de Jos du 5 juillet 2015 est commis pendant l'insurrection de Boko Haram.

## Déroulement
Le soir du 5 juillet 2015, la ville de Jos est frappée par deux attentats. La première explosion a lieu à 21h14 (locales) dans un centre commercial, situé près parc de Bauchi et de l'université de Jos. Une seconde explosion se produit quatre minutes plus tard près de la mosquée Yantaya,.

## Bilan humain
Le lendemain, la police de l'État de Plateau donne un bilan de 44 mort. Le même jour, Mohammed Abdulsalam, coordinateur de l'Organisation nationale de gestion des urgences (NEMA), affirme que l'attentat a fait 44 morts et 47 blessés. Le bilan est ensuite revu à la hausse et passe à 51 morts le 8 juillet, selon les déclarations à l'AFP de Mohammed Abdulsalam. Ce jour-là, l'armée nigériane annonce l'arrestation dans l'État de Gombe d'un chef de Boko Haram et de deux complices suspectés d'avoir joués un rôle dans l'attentat de Jos et dans un autre attentat commis à Zaria le 7 juillet et qui avait fait 25 morts.